# Guapo (singolo)
Guapo è un singolo della cantante italiana Anna Tatangelo, pubblicato il 3 luglio 2020 come primo estratto dall'ottavo album in studio Anna zero.

## Descrizione
Il brano ha visto la partecipazione del rapper italiano Geolier.

## Video musicale
Il videoclip, girato a Napoli e diretto da Lorenzo Ambrogio e Alessandro Mancini, è stato pubblicato il 14 luglio 2020 sul canale Youtube della cantante.

## Tracce
Testi di Emanuele Palumbo e Martina Poggi.
1. Guapo (feat. Geolier) – 2:46

## Classifiche
| Classifica (2020) | Posizione massima |
| ----------------- | ----------------- |
| Italia            | 84                |